# Simon's Cat
Simon's Cat (hrv. "Simonova mačka") je niz kratkih animiranih filmova te knjiga stripova, britanskoga animatora Simona Tofielda.
Glavni lik je vječno gladna kućna mačka, koja koristi sve načine, kako bi pridobila svoga vlasnika, da je nahrani.
Izdavačka kuća „Canongate“, objavila je istoimenu knjigu stripa 1. listopada 2009. godine u Velikoj Britaniji. Kasnije su uslijedila izdanja u mnogim drugim zemljama i dodatni naslovi naknadno su objavljeni. U lipnju 2012., Walt Disney Animation Studios započeo je objavljivati video radove na temu "Simon's Cat".
Osim toga izlazi kao crtani strip u britanskim dnevnim novinama "Daily Mirror".

## Likovi
- Simonova mačka: Naslovni lik, često zbija šale i nepodopštine u potrazi za hranom te uznemiruje svoga vlasnika Simona. Voli jesti mačju hranu, ali također vreba ptice i miševe iz susjedstva te ribe iz Simonova ribnjaka. Mačka službeno nema ime, ali se temelji na autorovoj mački po imenu Hugh.
- Simon: vlasnik naporne mačke.
- Pas Simonove sestre: pas koji se prvi put pojavljuje u spotu "Fed Up", u kojoj ga obitelj prekomjerno hrani ispod stola za Božić. Spot ima za namjeru ukazati na opasnost od prejedanja pasa za blagdane. Pas se također pojavljuje u knjizi i voli se igrati i hvatiti predmete.
- Ptica: pojavljuje se u raznim epizodama, poput epizode u kojoj se nabacivala snježnim grudama sa Simonovom mačkom.
- Jež: živi u Simonovom dvorištu. Simonova mačka voli ljutiti ježa, tako što mu na bodlje potajno stavlja razne objekte, kao što su: jabuke, lišće i teniske loptice. Jež ima potomstvo.
- Vrtni patuljak: nalazi se u dvorištu. Simonova mačka smatra ga živim prijateljem i nastoji pridobiti njegovu pomoć u pridobivanju hrane.
- Zeko: Zec koji živi u Simunovom vrtu.
- Mače: U listopadu 2011., Simon je donio kući novoga člana obitelji, koji je, usprkos svojoj mladoj dobi, pametniji od svog odrasloga kolege.

## Proizvodnja
Serija animiranih filmova animirana je pomoću softvera Adobe Flash. Slike su izvučeni pomoću grafičkoga tableta.
Autor Simon Tofield otkrio je, da su mu četiri mačke: Teddy, Hugh, Jess i Maisie- pružile inspiraciju za seriju, a mačak Hugh je primarno nadahnuće.

## Vanjske poveznice
- Službena stranica